# Álvaro Augusto Machado
Álvaro Augusto Machado (Mercês, Lisboa, 20 de julho de 1874 – São Sebastião da Pedreira, Lisboa, 28 de julho de 1944) foi um arquitecto português.

## Biografia
Era filho do pintor e cenógrafo Eduardo José Machado (1854-1907), natural de Lisboa, e de Leandra das Dores, natural do Alandroal. Aprendeu com o pai técnicas de aguarela e desenho.
Em 1889 ingressou no Curso Geral de Desenho, na Academia de Belas Artes de Lisboa, e em 1893 inscreveu-se no curso de especialidade de Arquitetura Civil, que terminou com distinção.
A 9 de dezembro de 1905, casou na igreja paroquial de Santa Isabel, em Lisboa, com Alice Antonieta Mesnier Ponsard (Sé, Porto, c. 1880), filha do engenheiro Raoul Mesnier de Ponsard e de sua mulher Sofia Adelaide Ferreira Pinto Basto. Deste casamento nasceram Maria (n. 1907), Vasco (1908-1932), Alexandre (n. 1910) e Branca (n. 1913) Mesnier de Ponsard Machado.
Álvaro Machado foi o primeiro professor de desenho em Arquitectura no Instituto Superior Técnico da Universidade Técnica de Lisboa, em cujo museu está disponível o seu Ateliê.
Morreu vítima de colecistite a 28 de julho de 1944, em sua casa, na Avenida da República, n.º 46A, cave direita, freguesia de São Sebastião da Pedreira, em Lisboa. Foi sepultado no Cemitério dos Prazeres, em jazigo de família.

## Projectos notáveis
Álvaro Machado foi autor de diversos projectos para bairros e moradias na zona de Lisboa, entre os quais se contam o Bairro das Roseiras, uma casa e o atelier em Algés para um escultor. Foi autor do túmulo dos Viscondes de Valmor em 1900, e possivelmente autor do Palácio do Comércio da Associação Comercial de Lisboa em 1917. Na capital portuguesa destacam-se ainda o actual Museu Bordalo Pinheiro, no Campo Grande, que recebeu a menção honrosa do Prémio Valmor, bem como o prédio já demolido na Avenida Duque de Loulé, n.º 47, que venceu aquela prestigiada distinção em 1919. Colaborou com Rosendo Carvalheira no Sanatório da Parede, tendo desenhado a enfermaria de doenças contagiosas para aquela instituição.
Projectou em 1904 o Colégio Roussel, hoje Colégio Académico, na Avenida da República.
Em 1906 o edifício sede da Sociedade Nacional de Belas-Artes.
No ano de 1907 projecta a residência para o Doutor José Caetano de Sousa e Lacerda e o Bairro das Roseiras, propriedade do mesmo médico, no Alto do Estoril. Num terreno ao lado da residência do Doutor José de Lacerda projectou duas habitações de veraneio que foram sua propriedade.
Foi premiado com o Prémio Valmor em 1919 e com uma menção honrosa em 1914.

## Toponímia
- Rua Álvaro Machado na Freguesia de Marvila em Lisboa. A rua tem início na Rua Keil do Amaral e finda na Rua Pardal Monteiro.

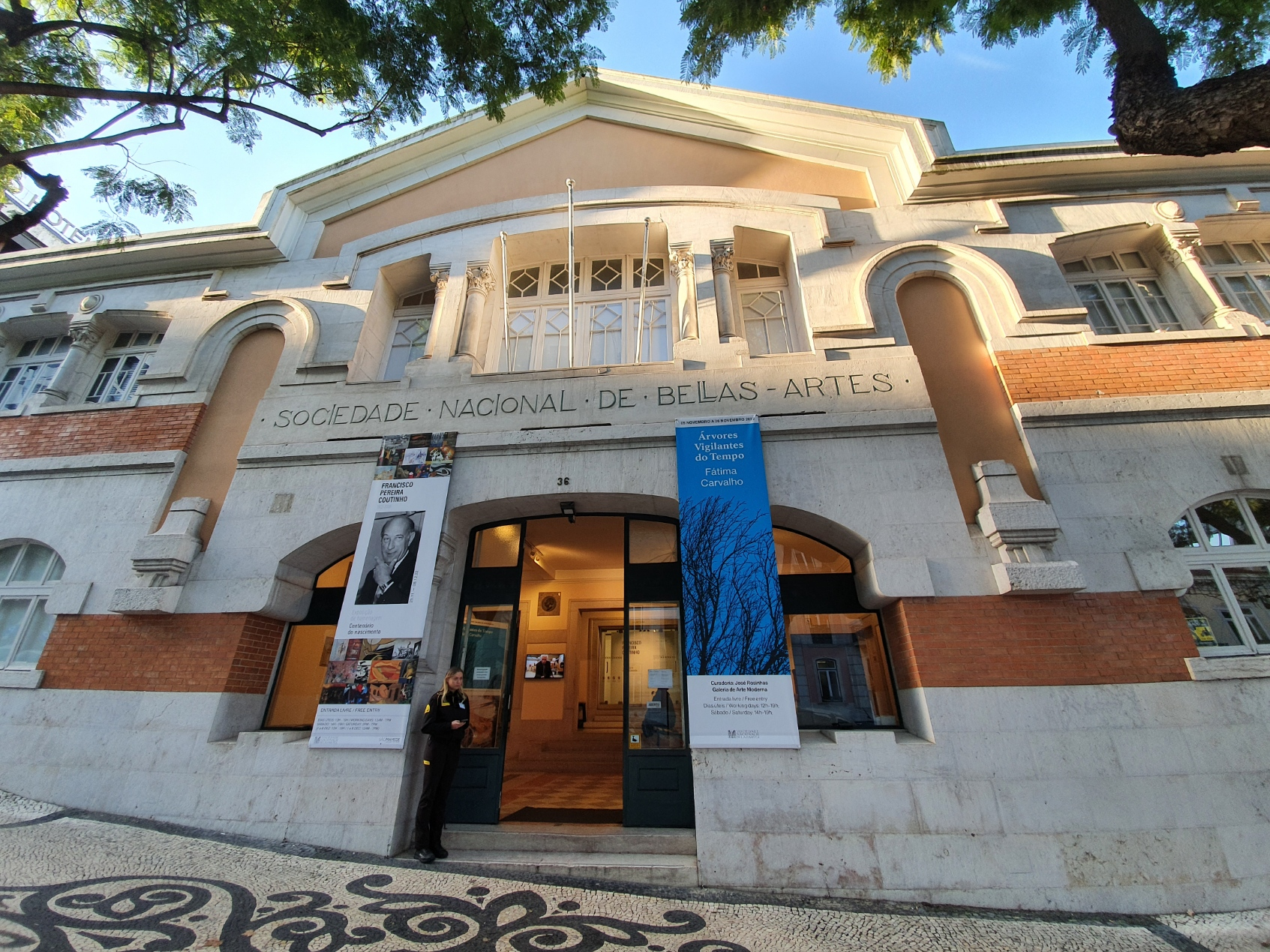
Edifício da Sociedade Nacional das Belas Artes, 1906
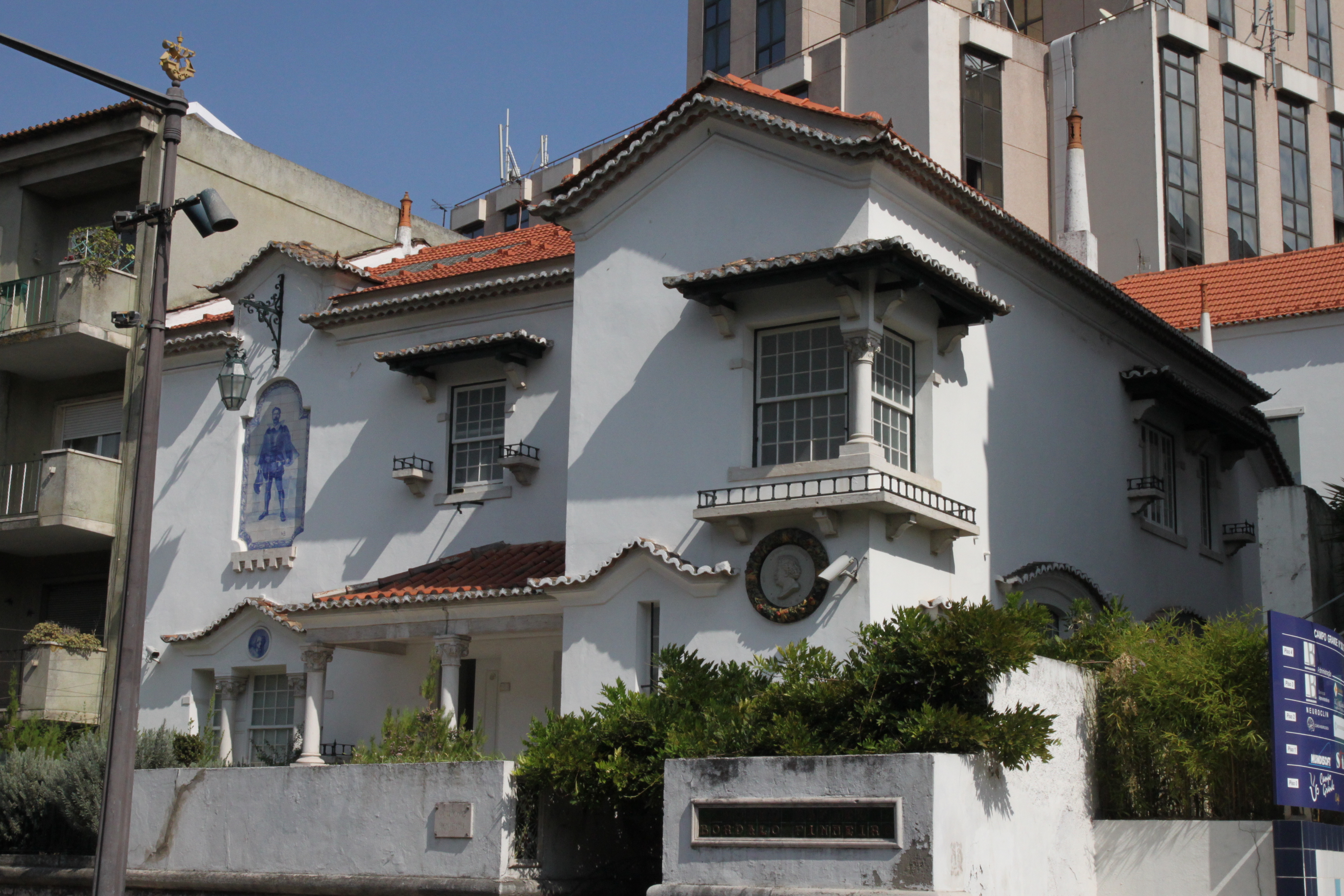
Museu Rafael Bordalo Pinheiro, 1914